# 전기 용량
전기 용량(電氣容量, capacitance) 또는 전기 들이 또는 축전 용량은 전하가 대전되어 있는 대전체에서 전압 당 전하량의 비이다. 즉, 대전체 또는 전기 회로가 전하의 형태로 전기 에너지를 저장하는 능력의 크기를 뜻한다. 기호는 일반적으로 C를 사용한다.
국제단위계에서 전기 용량의 단위는 패럿이고, F로 표시한다. 영국의 물리학자 마이클 패러데이의 이름을 땄다. 기전력이 걸려있는 전기 회로에서 전기 용량은 전압의 상승에 따른 전하량의 증가로 이해될 수 있다. 즉 1V의 전압을 걸었을 때 1C의 전하가 축적된다면 전기 용량은 1F이다.
전하가 쌓여서 전기를 띄는 물체를 대전체라고 하는데, 쌓인 전하는 대전체에 그대로 머물러 정전기가 될 수도 있고 전기 회로를 구성하여 전하의 흐름이 발생할 수도 있다. 둘 중 어느 경우이든 대전체에 전하가 쌓인다면, 즉 축전(築電)된다면 쌓이는 전하의 양을 생각할 수 있다. 대전체에 쌓이는 전하량은 한계가 있기 때문에 대전된 전하량의 총합을 측정할 수 있으며, 대전된 물체는 그로 인해 전압을 지니게 되므로 전압 당 전하량의 비를 계산할 수 있으며 이것이 전기 용량이다.
전기 용량에는 대전체 스스로가 지니고 있는 자기 전기 용량과, 다른 대전체와 상호 작용하여 발생하는 상호 전기 용량이 있다.:237–238 전기를 띄는 모든 물체는 자기 전기용량을 갖으며 물질마다 특정한 값이 있다. 자기 전기용량은 지구와 연결되는 접지를 통해 측정할 수 있다. 상호 전기용량은 두 전도체 사이에서 발생하는 전기용량으로 특히 축전기를 구현하는 데 매우 중요하다.
전기 용량은 저항, 유도계수와 함께 선형 전기회로를 구성하는 기본 요소이다. 실제 회로에서 전기 용량은 축전기, 저항은 저항기, 유도계수는 코일과 같은 인덕터를 통해 구현된다. 축전기는 두 개의 도체 사이에 유전체를 넣어 원하는 전기 용량을 구현한 전기 부품이다. 축전기는 직류와 교류에서 작동방식이 전혀 다른데 직류에서는 한 번의 축전으로 방전까지 전하가 유지되지만, 교류에서는 주파수에 따라 특징적인 동작을 보인다. 이 때문에 코일과 함께 LC 필터로 흔히 사용된다. 축전기의 전기용량은 유전체가 갖는 자기 전기용량인 유전율과 양쪽에 놓인 도판의 크기와 간격에 따라 결정된다.

## 개념

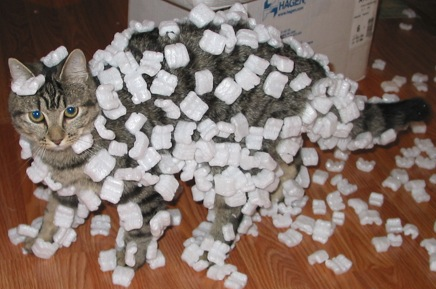
털에 쌓인 정전기 때문에 스티로폼 조각이 달라붙은 고양이

물체에 전기가 축적되는 대전 현상은 아주 오래 전부터 알려져 있었다. 고대 그리스에서는 나무의 수액이 굳어 화석이 된 호박을 마찰하면 자잘한 물체가 달라붙는 다는 것을 알고 있었다. 영어 등에서 전기의 의미로 사용되는 일렉트릭(electric)은 그리스어로 호박을 뜻하는 말이었다. 이와 같이 마찰을 일트켜 물체에 쌓인 전기는 접지를 하지 않으면 그대로 고여 있기 때문에 정전기라고 한다.
18세기 네덜란드 레이던 대학교의 물리학 교수 피터르 판 뮈스헨브룩은 아래의 그림과 같은 형태의 병을 고안하였다. 이 병의 밖에 마찰을 일으키면 정전기 유도 현상으로 전기가 축전된다. 축전된 전기는 병 가운데 있는 전극을 외부와 연결하여 방출시킬 수 있다. 레이던 대학교에서 처음 만들어졌기 때문에 레이던의 독일식 발음인 라이덴병으로 널리 알려지게 되었다. 라이덴병은 마찰을 통해 대전된 정전기를 방출하는 축전기로 사용되었다. 라이덴 병에 모인 전기를 손으로 만지면 찌릿한 경험을 할 수 있었고 당시로서는 새로운 볼거리였기 때문에 라이덴병은 과학자들 뿐만 아니라 대중들에게도 유행하였다. 도시 마다 라이덴병을 이용한 실험이 유행하였고 180명이 손에 손을 잡고 라이덴병의 전기를 방출하였을 때 모두 찌릿한 경험을 하였다는 기록이 남아있다. 당시는 전기의 위험성이 사람들에게 알려져 있지 않았기 때문에 이런 실험을 주저없이 하였다. 충전된 라이덴병을 직접 만지는 행위는 지금 기준에선 매우 위험한 행동이다.
라이덴병
- 라이덴병의 구조
- 대전된 라이덴병의 다이어그램
- 네 개의 라이덴병을 연결한 전지

라이덴병과 같이 전기를 쌓아 둘 수 있는 것을 축전기라고 한다. 라이덴병은 전류의 흐름 없이 스스로 전기를 축적하는 자기 전기용량을 지닌다. 물론 이렇게 축적된 전기 용량이 무한정 늘어나지는 않는다. 벤저민 프랭클린은 라이덴병 여러 개를 연결하여 라이덴병이 축적할 수 있는 전기용량을 늘렸다. 프랭클린은 이것을 베터리(bettery)라고 불렀는데 이 말은 나중에 전지를 가리키는 일반적인 용어가 되었다.
이와 같이 어떤 대전체가 축적할 수 있는 전하량을 전기 용량이라고 한다. 라이덴병은 정전기를 이용하여 스스로 전하를 축적하는 자기 전기 용량을 갖지만, 전압이 걸리고 전류가 흐르는 전기 회로에선 이런 정전기를 사용할 수 없다. 그래서 전기 회로에서 전기를 축적할 목적으로 쓰이는 축전기는 두개의 금속판이 일정한 간격을 두고 떨어져 있는 형태로 만들어진다. 두 금속판이 적당한 거리를 두고 떨어져 있으면 전기를 일으키는 힘인 기전력 때문에 두 판은 양극과 음극의 극성을 띄면서 둘 사이에 전하가 축적되게 된다. 이 경우에도 두 판 사이에 쌓이는 전하에는 한계가 있으며 이 양을 나타내는 값이 상호 전기용량이다.
축전기
- 축전기의 대전으로 발생하는 전기장
- 축전기의 대전 과정
- 전기용량이 표시된 축전기. 223K는 22 nF(나노패럿)을 100 V는 최대 허용 전압을 뜻한다.

축전기는 두 도체의 사이가 떨어져 있는 형태이기 때문에 직류 전기 회로에서는 처음에는 전기가 흐르다가 전기 용량이 꽉 채워진 포화 상태가 되면 더 이상 전기가 흐르지 않는다. 위의 그림과 같이 축전기 내부의 전하가 양쪽 도체의 극성에 의해 완전히 정렬되면 축전기 내부에 전기적 균형이 이루어지기 때문이다. 이렇게 대전된 축전기는 스스로 전하를 보전하고 있기 때문에 전기 회로에 연결하여 방전시킬 수 있다. 이렇게 흐르는 전기를 변위 전류라고 한다. 축전기에 대전되어 있던 전하가 모두 방전되면 전류가 더 이상 흐르지 않는다. 한편 교류는 일정 주기로 계속하여 극성이 변하기 때문에 축전기 역시 계속하여 충전과 방전을 지속하게 된다. 이 때 축전기의 전기용량은 교류의 주파수와 공진 현상을 보인다.

## 정의
전기 용량은 단위 전압 당 대전체가 저장하거나 방출하는 전하의 양으로 정의할 수 있다. 따라서 전기 용량 C는 매 단위 전압 V 당 전하량 Q의 비로 나타낼 수 있다.
{\displaystyle C={\frac {Q}{V}}}
국제단위계로 표시하면, 1 패럿(F)의 전기 용량은 1 볼트(V) 전압에서 1 쿨롬(C)의 전하량을 저장 또는 방출하는 것을 말한다.
{\displaystyle F={\frac {C}{V}}}
전기용량은 가우스 법칙에 따라 단위 전압당 전기 선속 Φ(피)로 나타낼 수도 있다. 이 경우 진공의 유전율 ε0가 상수로 사용되어 전기용량 C는 진공유전율 ε0을 비례 상수로 하는 전압 V에 대한 전기선속 Φ의 비가 된다.
{\displaystyle C=\epsilon _{0}{\frac {\Phi }{V}}}
진공의 유전율 ε0는 8.854×10－12 F/m이고, 전기 선속의 단위는 V·m이다.
한편 위 공식은 전하량 Q가 기본 전하 e 보다 충분히 클 때만 의미를 갖는다. 전기 에너지의 전달은 양자인 전자 하나가 갖는 기본 전하 보다 작을 수 없기 때문이다. 기본 전하 e는 1.602×10−19 C이다.
전하는 결국 전자의 움직임이기 때문에 전기 용량 역시 물질의 이동 관점에서 다룰 수 있다. 이 경우 축적된 전자 1 mol이 갖는 전하량을 1 F이라고 정의할 수 있다. 전자 1 mol은 아보가드로 상수(NA)인 6.02214076×1023 개의 전자가 모인 양이고, 전자 하나의 기본 전하 e는 1.602×10−19 C 이기 때문에, 1 F은 아래와 같이 계산된다.
{\displaystyle 1F=e\cdot N_{A}}
{\displaystyle =(1.602\times 10^{-19}C)\cdot (6.02214076\times 10^{23}\cdot 1/mol)}
{\displaystyle \approx 96485C/mol}
전기 용량의 기본 단위인 1 F은 1 V의 전압에서 1 C의 전하를 축적하는 매우 큰 값으로 처음 전기를 과학적으로 다룬 사람들이 그 크기를 잘 가늠하지 못하였기에 이렇게 큰 값을 기본 단위로 사용하였다. 1 쿨롬은 전자 약 6.2415×1018개가 모인 전하량이다. 일반적인 전기 회로에 사용되는 축전기의 전기용량은 대개 피코패럿에서 마이크로패럿 사이의 값들을 갖고 있다.

## 자기 전기 용량

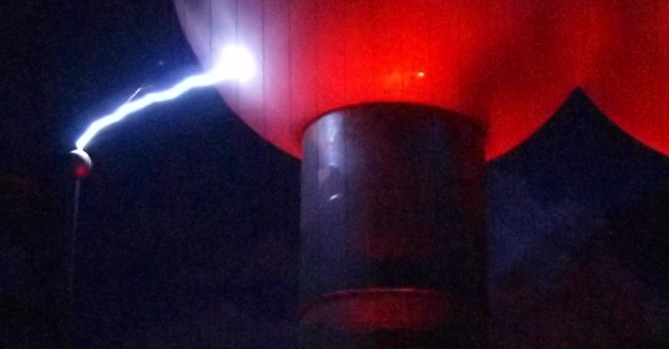
메사추세츠 보스턴의 과학 박물관의 밴더그래프 발전기

전기 회로에서 사용되는 전기 용량은 일반적으로 인접한 두 도체에서 형성되는 상호 전기용량을 의미한다. 그러나 단독으로 떨어져 있는 도체 역시 자기 전기 용량으로 불리는 전기용량을 지닌다. 물체는 다른 것과 고립되어 있더라도 대전될 수 있으며 그에 따른 전위차를 지니게 된다. 대표적인 예로 정전기가 있다. 전기, 전자 제품에는 정전기에 의한 의도치 않은 문제를 방지하기 위해 접지를 필요로 한다. 접지는 도선으로 물체를 땅에 연결하는 것으로 물체가 대전되더라도 곧바로 전하를 방출할 수 있게 해 준다. 낙뢰를 일으키는 구름의 대전 역시 자기 전기용량의 사례이다.
밴더그래프 발전기는 자기 전기 용량을 이용한 정전기 발전기이다. 고무 밸트를 이용한 마찰로 한쪽 금속구에 정전기를 대전한 다음 작은 금속구를 가까이 가져가면 코로나 방전을 일으킨다.
자기 전기 용량은 고립된 대전체에 쌓이는 정전기의 전압 V에 대한 대전된 전하의 총량 q의 비로 나타낼 수 있다.
{\displaystyle C={\frac {q}{V}}}
자기 전기 용량을 지니는 대전체의 정전기에 관여하는 전하는 표면에 축적된 것들 뿐이기 때문에, 대전체 표면의 면 전하 밀도를 σ(시그마), 고정점에서 표면까지의 거리를 r 이라고 하면 진공 유전율ε0을 사용하여 다음과 같은 적분으로 대전체의 전압을 계산할 수 있다.
{\textstyle V={\frac {1}{4\pi \varepsilon _{0}}}\int {\frac {\sigma }{r}}\,dS}
보다 간단히 하면 반지름이 R 인 구형 대전체의 자기 전기 용량은 다음과 같이 계산된다.
{\displaystyle C=4\pi \varepsilon _{0}R}
예를 들어 지름 20cm인 밴더그래프 발전기 표면의 자기 전기용량은 22.24pF(피코패럿, 10-12F)이고, 지구의 경우 710µF(마이크로패럿, 10-6F)이다.
나선형으로 감긴 코일은 도선이 가까이 붙어 있기 때문에 내부적인 전기 용량을 갖는다. 코일의 이러한 내부적 전기 용량도 종종 자기 전기 용량이라 불리지만 코일의 내부에 형성되는 것은 기생 전기 용량으로 여기서 말하는 자기 전기용량과는 전혀 다른 현상이다. 모든 전기 용량은 교류의 주파수에 따른 공진 현상을 보이기 때문에 코일의 기생 전기 용량과 같은 현상은 교류 회로의 임피던스에 영향을 미친다.

## 상호 전기용량

축전기의 다이어그램. 두 도체 사이에 유전체가 채워져 있다.

전기 회로에서 전기 용량이라고 하면 일반적으로 상호 전기 용량을 의미한다. 대개는 두개의 판을 나란히 놓고 그 사이를 유전체로 채운 축전기가 전기용량의 충전과 방출을 맡는다. 나란히 놓인 두 판 사이에 전하가 축적되기 때문에 "상호"라는 명칭을 붙였다.
전기 회로에서 전압 V 가 인가되어 축전기의 양쪽 판에 +q 와 −q의 전하가 대전되었다고 하면 상호 전기 용량 C는 다음과 같이 계산된다.
{\displaystyle C={\frac {q}{V}},}
전류는 일정 시간 동안 흐른 전하량을 뜻하기 때문에 순간 전류 i(t)는 다음과 같이 표현할 수 있다.
{\displaystyle i(t)=C{\frac {\mathrm {d} v(t)}{\mathrm {d} t}},}
이때 ⁠dv(t)/dt⁠는 순간 전압 변화율을 뜻한다.
주어진 전압 V에서 상호 전기 용량 C의 대전으로 발생하는 에너지 W는 다음과 같이 계산된다. 에너지의 단위는 J이다.
{\displaystyle W={\frac {1}{2}}CV^{2}(J)}

### 전기 용량 행렬

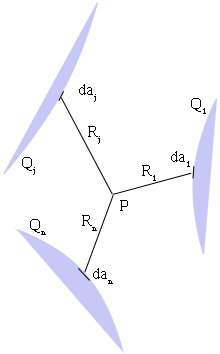
세 개의 도체로 이루어진 축전기의 다이어그램

{\displaystyle C=Q/V}로 정의되는 상호 전기 용량은 두개의 도체가 마주보고 있는 상황에서만 유효하다. 셋이상의 도체가 관여해 있거나 두 도체의 대전 합이 0이 아닌 경우 이 식으로는 전기용량을 계산할 수 없다. 제임스 클러크 맥스웰은 세 개 이상의 도체가 이루는 전기용량은 행렬을 통해 계산할 수 있음을 보였다.
맥스웰은 기준점 P를 중심으로 세 개의 도체 {\displaystyle Q_{1},Q_{2},Q_{3}}로 이루어진 축전기에서 도체 1에 걸리는 전위 계수를 다음과 같이 계산하였다.
{\displaystyle V_{1}=P_{11}Q_{1}+P_{12}Q_{2}+P_{13}Q_{3},}
다른 도체에 걸리는 전압 역시 이와 같은 방법으로 계산할 수 있다. 헤르만 폰 헬름홀츠와 윌리엄 톰슨 역시  {\displaystyle P_{12}=P_{21}} 등의 대칭적 경우에 대한 계산을 통해 전위 계수를 전기 용량의 역수인 엘라스턴스 행렬로 나타내었다.
{\displaystyle P_{ij}={\frac {\partial V_{i}}{\partial Q_{j}}}}
이를 통해 세 개 이상의 도체판이 형성하는 축전기에서 두 도체판 사이의 전기 용량 {\displaystyle C_{m}}은 총전하량 Q 를 전기 용량의 정의인 {\displaystyle C_{m}=Q/V}에 대입하여 계산할 수 있다.
{\displaystyle C_{m}={\frac {1}{(P_{11}+P_{22})-(P_{12}+P_{21})}}}
두 개의 판으로 이루어진 축전기의 경우도 두 판이 완벽하게 대칭이 될 수는 없기 때문에 실제 전기 용량은 위와 같은 전위 계수에 따른 값을 보이게 된다.
계수를 이용하여 표현되는 전기 용량 {\displaystyle C_{ij}={\frac {\partial Q_{i}}{\partial V_{j}}}}를 전기 용량 행렬이라고 한다. 이 전기용량의 역수가 엘라스턴스 행렬이다.

## 축전기에 저장된 에너지
축전기에 저장된 에너지(단위는 줄)는 축전기를 충전하느라 한 일과 같다. 한쪽 판에는 +q전하를, 다른 한쪽 판에는 −q전하를 가지고 있는 축전기를 생각해 보자. 무한소의 전하 dq를 한쪽 판에서 다른쪽 판으로 이동시키는 것은, 전위 차이 V = q/C를 거슬러 일을 하는 것이고, 따라서 다음 식의 dW만큼의 일을 필요로 한다.
{\displaystyle dW={\frac {q}{C}}dq}
여기서 기호의 뜻은 다음과 같다.
W - 일. 단위는 줄
q - 전하량. 단위는 쿨롱
C - 정전 용량. 단위는 패럿
축전기에 저장된 에너지는 위 공식을 적분하여 구한다. 전혀 충전하지 않은 축전기(q=0)에서 전하를 각 판이 +Q와 -Q전하를 가질 때까지 한쪽 판에서 다른 쪽 판으로 옮기면, 전체 한 일은 W다.
{\displaystyle W_{charging}=\int _{0}^{Q}{\frac {q}{C}}dq={\frac {1}{2}}{\frac {Q^{2}}{C}}={\frac {1}{2}}CV^{2}=W_{stored}}
이 공식과 평행판 축전기의 공식을 합치면 다음과 같다.
{\displaystyle W_{stored}={\frac {1}{2}}\epsilon _{0}\epsilon _{r}{\frac {A}{d}}V^{2}}

## 축전기와 변위 전류
물리학자 제임스 클러크 맥스웰은 축전기 같은 곳에서 전하가 모일 때에도 앙페르 회로 법칙이 성립하도록 하기 위해 변위 전류 dD/dt라는 개념을 고안해 냈다. 맥스웰은 이 개념을 에테르에서 전기 쌍극자의 움직임과 연관지은 다음, 이것이 실재하는 전하의 움직임이라고 해석했다. 변위 전류는 진공에서도 존재하므로, 이 해석에 따르면 진공에서도 어떤 전하가 존재하여야 한다.
맥스웰의 이러한 해석은 오늘 더 이상 받아들여지지 않는다. 다만, 맥스웰이 추가한 변위 전류 항은 여전히 유효하고, 이는 단순히 자연계의 기본 법칙으로 해석된다. 즉, 변화하는 전기장은 자기장을 만들어낸다.

## 축전기/인덕터 상보성
수학적으로, 이상적인 축전기는 이상적인 인덕터의 역으로 볼 수 있다. 이는 한 소자(축전기 또는 인덕터)의 전압-전류공식에서 전압과 전류를 서로 바꾸면 다른 소자의 공식이 되기 때문이다.

## 같이 보기
- 인덕터
- 전기적 탄성
- 축전기